# Arbusculohypopterygium arbuscula
Arbusculohypopterygium arbuscula là một loài Rêu trong họ Hypopterygiaceae. Loài này được (Brid.) M. Stech, T. Pfeiff. & W. Frey mô tả khoa học đầu tiên năm 2002.